# Conchalí
Conchalí is een gemeente in de Chileense provincie Santiago in de regio Región Metropolitana. Conchalí telde 126.955 inwoners in 2017.
- Library of Congress Control Number: n85225694
- Nationale Bibliotheek van Israël: 987007562483805171
- Virtual International Authority File: 158345382
- WorldCat: E39PBJtRQMcWKP46bptXGcyjmd